# Kigondo
Kigondo è una circoscrizione rurale (rural ward) della Tanzania situata nel distretto urbano di Kasulu, regione di Kigoma. Conta una popolazione di 16 489 abitanti (censimento 2012).